# Cross-country na Zimowych Światowych Wojskowych Igrzyskach Sportowych 2010 – bieg indywidualny kobiet

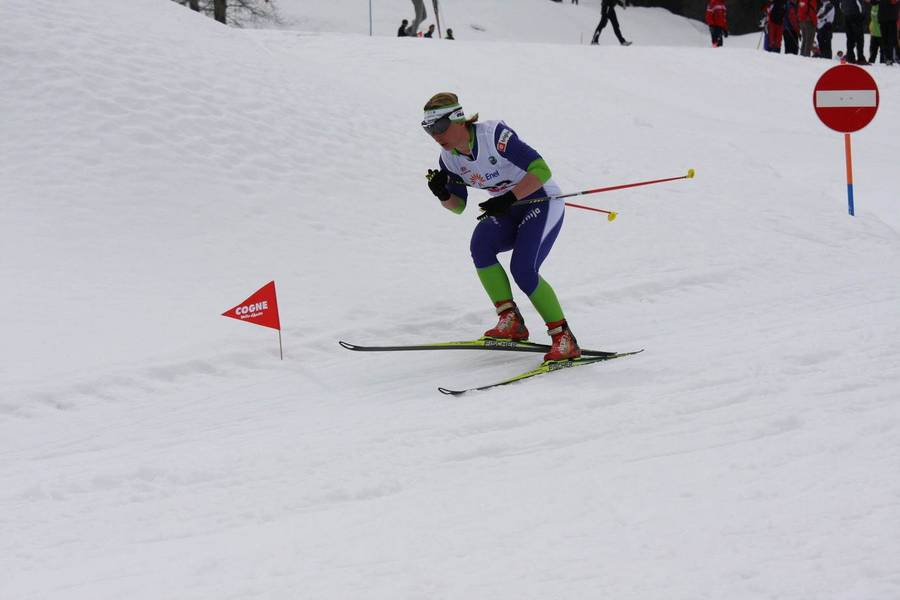
Dolina Aosty 2010. Słowenka Tadeja Brankovič-Likozar (10 m.).

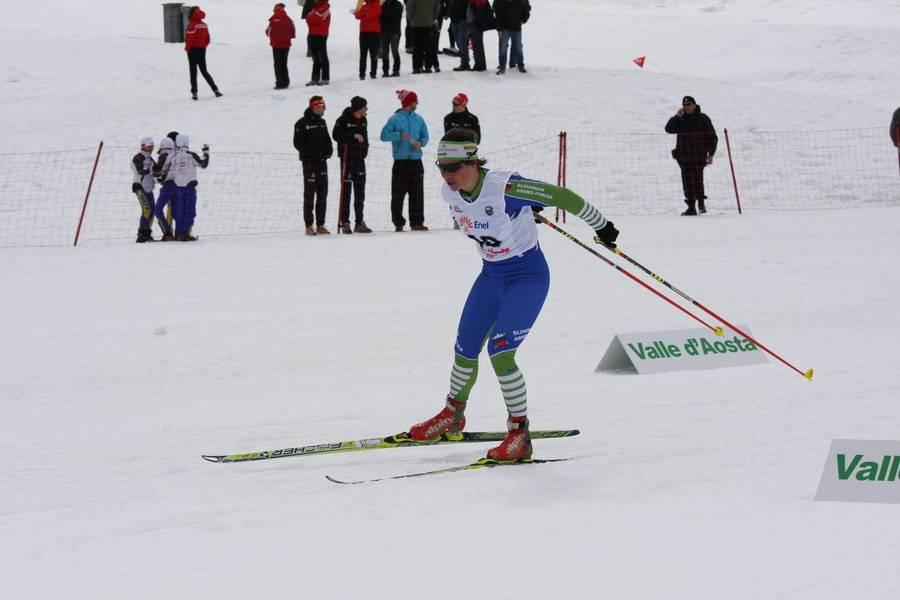
Cogne 2010. Słowenka Andreja Mali (20 m)

Cross-country na 1. Zimowych Światowych Wojskowych Igrzyskach Sportowych – indywidualny bieg narciarski kobiet jedna z zimowych konkurencji rozgrywana podczas igrzysk wojskowych w ramach cross-country, która odbyła się w dniu 24 marca 2010 w miejscowości Cogne położonej na terenie parku Gran Paradiso w regionie Dolina Aosty we Włoszech. Zawodniczki miały do przebiegnięcia 10 kilometrów techniką dowolną. Do zawodów zgłoszone były 4 Polki; Krystyna Pałka, Paulina Bobak, Magdalena Gwizdoń i Karolina Pitoń, lecz nie stanęły na starcie.

## Terminarz
Konkurencja rozpoczęła się w dniu 24 marca o godzinie 9:00 (czasu miejscowego). Bieg kobiet odbywał się na dystansie 10 km, równolegle z narciarskim biegiem mężczyzn na 15 km.
| Harmonogram przebiegu konkurencji | Harmonogram przebiegu konkurencji | Harmonogram przebiegu konkurencji | Harmonogram przebiegu konkurencji |
| Data                              | Godzina rozpoczęcia               | Godzina rozpoczęcia               | Wydarzenie                        |
| Data                              | (UTC+01:00)                       | CET                               | Wydarzenie                        |
| --------------------------------- | --------------------------------- | --------------------------------- | --------------------------------- |
| 24 marca 2010(dts)                | 9:00                              |                                   | Finał                             |

## Uczestniczki
W zawodach indywidualnych kobiet do cross-country zgłoszonych zostało 41 zawodniczek, ostatecznie wystartowało 36 z 14 państw. Drużyny narodowe mogły być reprezentowane przez nie więcej niż 4 zawodniczki. 

- Białoruś (1)
- Chiny (3)
- Francja (3)
- Finlandia (1)
- Łotwa (1)
- Niemcy (1)
- Norwegia (4)
- Rumunia (3)
- Rosja (3)
- Słowenia (4)
- Stany Zjednoczone (1)
- Szwajcaria (1)
- Szwecja (4)
- Włochy (3)

## Medaliści
| Złoto                        | Srebro                        | Brąz                    |
| Rosja · Natalja Korostielowa | Norwegia · Kari Henneseid Eie | Włochy · Marianna Longa |

## Wyniki
| Miejsce | Zawodniczka              | Reprezentacja     | Czas      | Uwagi |
| ------- | ------------------------ | ----------------- | --------- | ----- |
| 01 !    | Natalja Korostielowa     | Rosja             | 28:13,01  |       |
| 02 !    | Kari Henneseid Eie       | Norwegia          | +30,48    |       |
| 03 !    | Marianna Longa           | Włochy            | +32,25    |       |
| 4       | Karine Philippot         | Francja           | +52,13    |       |
| 5       | Liu Yuanyuan             | Chiny             | +1:02,26  |       |
| 6       | Elisa Brocard            | Włochy            | +1:15,75  |       |
| 7       | Doris Trachsel           | Szwajcaria        | +1:18,99  |       |
| 8       | Maria Grefnings          | Szwecja           | +1:25,41  |       |
| 9       | Stephanie Santer         | Włochy            | +1:49,40  |       |
| 10      | Tadeja Brankovič-Likozar | Słowenia          | +1:56,47  |       |
| 11      | Caroline Hugue           | Francja           | +2:01,80  |       |
| 12      | Madara Līduma            | Łotwa             | +2:08,60  |       |
| 13      | Émilie Vina              | Francja           | +2:20,22  |       |
| 14      | Ekaterina Czujkova       | Rosja             | +2:28,81  |       |
| 15      | Magda Genuin             | Włochy            | +2:33,22  |       |
| 16      | Mihaela Purdea           | Rumunia           | +2:36,37  |       |
| 17      | Anne Ingstadbjørg        | Norwegia          | +2:37,41  |       |
| 18      | Tiril Eckhoff            | Norwegia          | +2:40,60  |       |
| 19      | Sussane Nystroem         | Szwecja           | +2:42,91  |       |
| 20      | Andreja Mali             | Słowenia          | +2:46,93  |       |
| 21      | Liv-Kjersti Bergman      | Norwegia          | +3:08,50  |       |
| 22      | Marina Czernousowa       | Rosja             | +3:25,50  |       |
| 23      | Jennifer Wygant          | Stany Zjednoczone | +3:37,12  |       |
| 24      | Dong Xue                 | Chiny             | +3:50,58  |       |
| 25      | Eevamari Oksanen         | Finlandia         | +4:06,31  |       |
| 26      | Jenny Hansson            | Szwecja           | +4:07,06  |       |
| 27      | Ionela Gabriela Leanca   | Rumunia           | +4:12,74  |       |
| 28      | Wiktoria Lapatsina       | Białoruś          | +5:01,70  |       |
| 29      | Wang Yue                 | Chiny             | +5:30,62  |       |
| 30      | Elin Mattson             | Szwecja           | +5:50,15  |       |
| 31      | Esther Mende             | Niemcy            | +6:09,90  |       |
| 32      | Song Bo                  | Chiny             | +6:10,28  |       |
| 33      | Jessica Craciun          | Rumunia           | +6:40,77  |       |
| 34      | Andreja Koblar           | Słowenia          | +7:08,67  |       |
| 35      | Mojca Flerin             | Słowenia          | +16:50,27 |       |
| 36 !    | Paulina Bobak            | Polska            | DNS       | DNS   |
| 36 !    | Tacciana Szyntar         | Białoruś          | DNS       | DNS   |
| 36 !    | Magdalena Gwizdoń        | Polska            | DNS       | DNS   |
| 36 !    | Karolina Pitoń           | Polska            | DNS       | DNS   |
| 36 !    | Krystyna Palka           | Polska            | DNS       | DNS   |

Źródło: CISM 2010